# 多賀谷氏
多賀谷氏（たがやし）は、武蔵七党野与党を祖とする一族である。

## 概要
道智頼基の子・光基（みつもと）を祖とし、元は武蔵国埼玉郡騎西庄多賀谷郷の地頭職であった（加須市の大福寺に多賀谷氏館として史跡が現存している）。
1190年（建久元年）11月7日、源頼朝上洛の際の先陣の髄兵の中に多賀谷小三郎の名があり、『吾妻鏡』にも御弓始の射手として多賀谷の名が散見される。
元々、多賀谷郷一帯は小山氏の領の一部であったが、小山義政の乱で功のあった結城氏にこの地が恩賞として与えられるに及び、多賀谷氏は結城氏の家人となった。
氏家の代に常陸国下妻へ移住。1440年（永享12年）に勃発した結城合戦では、氏家は落城寸前の結城城から結城氏朝の末子・七郎(後の結城成朝)を抱いて脱出して佐竹氏を頼り、後年、結城家の再興に尽くした。
1454年（享徳3年）の享徳の乱では、鎌倉公方足利成氏の命により関東管領上杉憲忠を襲撃。憲忠の首級をあげ、その功により下妻三十三郷を与えられた。だが、氏家の弟で結城成朝より1字を受けた多賀谷高経（朝経）が成朝を暗殺したと伝えられる（『結城家之記』『水谷家譜』東大史料本ほか）など、その後は結城氏からの自立を図り、佐竹氏との同盟を強め、反北条氏の立場を鮮明にしてゆく。
重経の代に最盛期を迎え、領地を20万石にまで拡大。1590年（天正18年）の小田原征伐に参戦して豊臣秀吉から領土を安堵されたが、文禄の役では病気と称し参加しなかったため、領地の一部を没収された。
1600年（慶長5年）の関ヶ原の戦いにおいては、家康の再三の出陣要請にも応じず、会津征伐に向かう徳川家康の小山本陣へ夜襲をかけようとした事が露見し、改易された。重経は流浪の末、死去する。
結城氏の傘下にありながら、自立傾向が強かった多賀谷氏に対する結城氏側の記録は「代々不忠」を強調するものが多く、『結城系図』には結城四天王の筆頭に数えられながら、結城晴朝が編纂した『結城家之記』では多賀谷祥賀（氏家）の功績などは簡単に述べられるに過ぎない反面、結城朝経暗殺の犯人を多賀谷祥永（高経）と断定し、孫の和泉守の専横を非難して結城政朝が和泉守を討ったことで結城氏の中興がなったと記すなど、多賀谷氏の歴代当主が結城氏に反抗する存在であったことを強調している。

### 久保田藩士多賀谷氏
佐竹氏から重経の養子となった宣家は、関が原の戦い後、佐竹氏に戻り、兄佐竹義宣の秋田転封に従い檜山城主となり、その後、宣家は出羽亀田藩岩城氏の家督を相続して亀田藩主を継いだ。
「秋田武鑑　全」によれば宣家の岩城家継承後の多賀谷家の名跡は、戸村家（佐竹氏一門）からの養子が継承し、久保田藩の家格引渡二番坐、十二大将の内、在所山本檜山の藩士として存続。
なお、享保から元文年間の須原屋版武鑑でも多賀谷峯経(左兵衛)が久保田藩家老に就任していた関係で「多賀谷左兵衛」で登場している。

### 越前松平氏家臣多賀谷氏
一方、重経の実子・三経は結城秀康(松平秀康)の家臣となり、秀康の越前転封に従って越前松平氏の有力家臣となって、越前丸岡・三国で3万2千石を領した。三経の一族は1616年（元和2年）三経の子・泰経の死によって断絶したとされるが、血統は存続しており、須原屋版武鑑でも散見できる。泰経に養子の経政がいたがこれは家督を継がなかったために、家は一旦断絶するが、経政の子がのちに越前松平家一門の結城松平家に仕官し、重臣として続いている。結城松平家は結城秀康の子の松平直基より始まる。直基は福井藩に属していた結城晴朝に養育され、慶長12年（1607年）に結城氏の家督を相続した。慶長19年（1614年）に晴朝が死去したため、その隠居料である5千石を相続する。寛永3年（1626年）からは松平姓を称したが、以降この家の子孫は家紋は結城家のもの（結城巴、太閤桐）から変えなかった。すなわち多賀谷氏は結城氏の元で存続した、となる。
一方で福井藩に残留した子孫もいるようであり、『武鑑』においては福井藩士として弘化年中や慶応年中の福井藩番頭や用人に「多賀谷舎人」が見える。結城松平家中では松平義知の年寄に「多加谷内膳」、松平直侯の重臣に「多賀谷左近」「多賀谷伊織」など年寄や家老級の重臣として多賀谷氏または多加谷氏がしばしば登場する。

### 蒲刈多賀谷氏・倉橋多賀谷氏

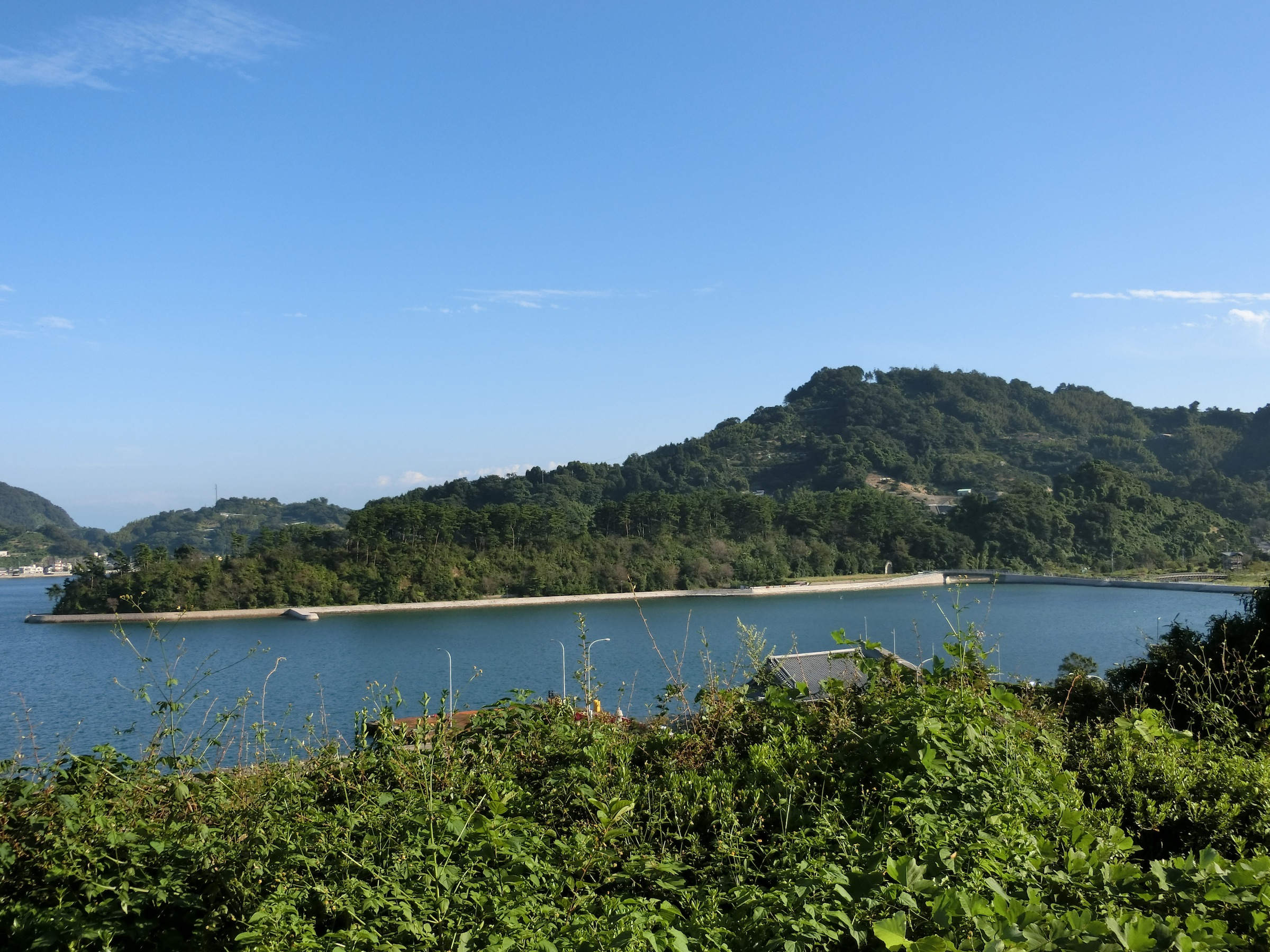
蒲刈多賀谷氏の居城となった下蒲刈島の丸屋城跡

また、多賀谷氏支族が鎌倉時代の承久の乱の後に伊予国周敷郡北条郷へ移住。さらに南北朝時代に南朝に追われて、安芸国の蒲刈島および倉橋島に移り住み、それぞれ蒲刈多賀谷氏・倉橋多賀谷氏が成立、戦国期に大内氏に属する水軍として活躍している。

## 歴代当主
1. 光基
2. 家政
3. 重茂
4. 景茂
5. 家経
6. 政忠
7. 家茂
8. 政朝
9. 光義
10. 氏家
11. 家稙
12. 家重
13. 重政
14. 政経
15. 重経
16. 三経
17. 泰経
18. 経政

## 久保田藩士家歴代
「秋田武鑑　全」より。ただし、「秋田武鑑　全」では宣家の諱は岩城家継承以降の諱「宣隆」で表記されているので改名前を記載。
尚、歴代当主は佐竹氏宗家当主より偏諱の授与を受けており、< より右側、太斜字 の人物が1字を与えた人物である。
1. 多賀谷宣家（のぶいえ、左兵衛） < 佐竹義宣（宣家の実兄）
2. 多賀谷隆経（たかつね、彦太郎、戸村義国（十太夫）の次男） < 佐竹義隆
3. 多賀谷隆家（たかいえ、左兵衛、戸村義国（十太夫）の三男、佐竹義隆家老） < 佐竹義隆
4. 多賀谷隆経（たかつね、将監） < 佐竹義隆
5. 多賀谷格重（ただしげ、彦太郎、戸村処風（一学）の次男） < 佐竹義格
6. 多賀谷峯経（みねつね、左兵衛、戸村処風（一学）の三男、佐竹義峯家老） < 佐竹義峯
7. 多賀谷峯章（みねあき、将監、戸村義見（十太夫、義国の玄孫）の三男） < 佐竹義峯
8. 多賀谷敦敬（あつたか、但馬） < 佐竹義敦
9. 多賀谷敦候（あつよし/あつとき、下総、佐竹東家佐竹義智の子） < 佐竹義敦
10. 多賀谷和経（まさつね、下総） < 佐竹義和
11. 多賀谷厚孝（ひろたか、但馬） < 佐竹義厚
12. 多賀谷睦貞（ちかさだ） < 佐竹義睦
13. 多賀谷睦昭（ちかあき、長門、睦貞の弟） < 佐竹義睦 （※後に諱を家知に改名）

## 系譜
一部、系図に混乱があるため、代表的なものを示した。
```
凡例
　太字は当主、太線は実子、細線は養子。
```

```
　　　 　 
平忠常

　　　　　　┃
　　　　　 
胤宗

　　　　　　┃
　　　　　 
元宗

　　　　　　┣━━━━━━━━┓
　　　　 
野与基永
　　　　　
村山頼任

　　┏━━━╋━━━━┓　　　┃
　
行基
　
道智頼意
　
大蔵経長
   
頼家

　　　　　　┃　　　　　　　　┃
　　　　 　
頼基
　　　　　　
金子家範

　　┏━━━╋━━━━┓　　　┃
　
直基
　
多賀谷光基
　 
季頼
　　
家忠

　　　　　　┃　　　　　　　　┃
　　　　 　
重光
　　　　　 　　┃
　　　　　　｜　　　　　　　　┃
　　　　 　
家政
←──────家政
　　　　　　┃
　　　　 　
重茂
　
　　　　　　┃
　　　　 　
景茂

　　　　　　┃
　　　　 　
家経
　
　　　　　　┃
　　　　 　
政忠
　
　　　　　　┃
　　　　 　
家茂
　
　　　　　　┃

結城満広
 　
政朝
　
┣━━━┓  ┃

氏朝
  
光義
＝女
　　（多賀谷政朝養子）
　　　　　　┣━━┓
　　　　 　
氏家
　
高経（朝経）
　
　　　　　　｜　　┣━━┓
　　　　 　
家稙
　
正順
　
家稙
　
　　　　　　┃
　　　　 　
家重
　
　　　　　　┣━━┳━━━━━┓
　　　　 　
重政
　
経門
　　　　
為広
　
　　　　　　┣━━┳━━┓　　┃
　　　　  
政経
 　
経伯
　
経長
　
政広

　　　　　　┣━━┓　　　　　┃
　　　　 　
重経
　
重康
　　　　
村広
 
 　 ┏━━━╋━━━┯━━━━┳━━┓
　　
三経
　 
忠経
　　
宣家
　　　
茂光
　
経晃

　　　　　　┃（
佐竹義重
四男）
　　　　　　┃　　　│
　　　　 　
泰経
　　
隆経
　
　　　　　　┃ (
戸村義国
次男)
            ┃      │
　　　　 　
経政
　　
隆家
　
            ┃　(
戸村義国
三男)
            ┃
           
経栄
```

### 関連人物
- 多賀谷高経（朝経）
- 多賀谷政広
- 多賀谷宣家（岩城宣隆）
- 多賀谷茂光
- 結城秀康
- 結城満広

### 関連氏族
- 結城氏
- 佐竹氏
- 岩城氏
- 金子氏